# MindFreedom International
MindFreedom International («Майнд Фридом Интернэшнл», MFI) — международная коалиция, основанная в 1988 году и объединяющая более сотни независимых групп в четырнадцати странах мира. Деятельность коалиции направлена на защиту граждан от насильственного назначения психотропных препаратов и шоковой терапии, использования мер принуждения в медицинских учреждениях психиатрического профиля. Официально заявленное кредо коалиции — необходимость защиты людей, получивших ярлык психически больных. Большая часть участников коалиции, численность которой насчитывает тысячи членов, является, по их словам, бывшими жертвами жестокого обращения в психиатрической системе, но доступ в коалицию открыт всем, кто желает бороться за права человека, в том числе врачам, активистам и членам семей больных. MindFreedom получила статус неправительственной правозащитной организации в списке Экономического и Социального Совета ООН.

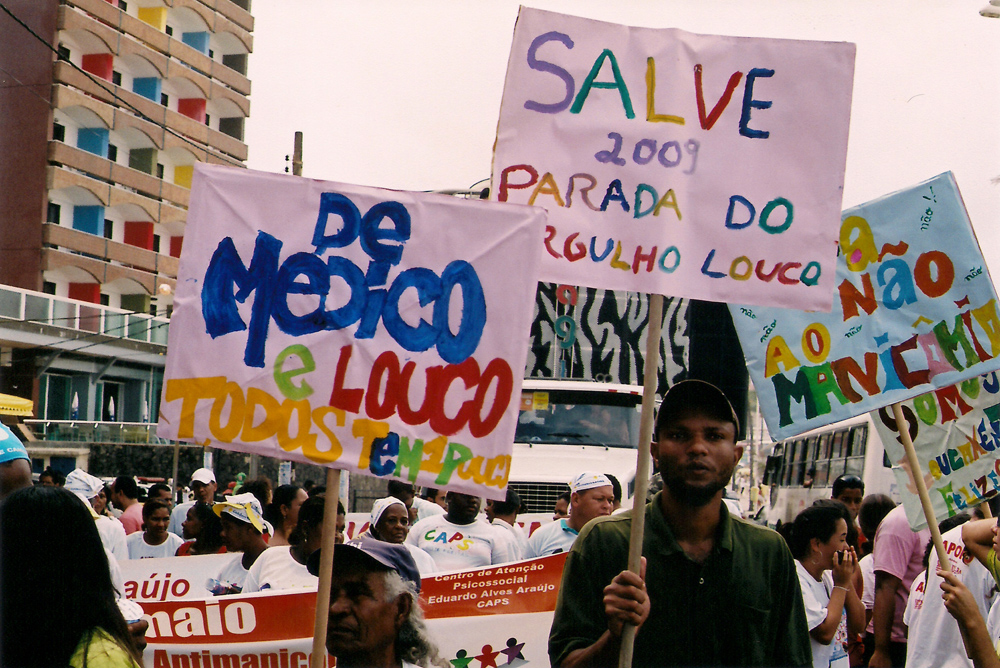
Парад Mad Pride в Салвадоре, Бразилия, 2009 год

MFI является организатором и участником ряда кампаний в поддержку прав пациентов, в том числе Mad Pride (игра слов: «гордые безумцы», дословно — «безумная гордость») — в ходе данной кампании в ряде городов мира проводятся парады, митинги и встречи, привлекающие внимание к проблемам пациентов и их семей.

## Программа MindFreedom по защите
По определению MindFreedom, её программа по защите представляет собой сеть, созданную членами MindFreedom, которые действуют по принципу «один за всех и все за одного». Когда лицо, включённое в официальный список членов MindFreedom, подвергается или опасается подвергнуться недобровольному психиатрическому лечению, извещение об этом получает Объединённая сеть MindFreedom, после чего членов сети просят принять участие в организованных, конструктивных и ненасильственных акциях — например, в пикетах, митингах, извещении общественности и средств массовой информации и т. п. — с целью прекратить или предотвратить насильственное лечение.